# Anelpistina wheeleri
Anelpistina wheeleri är en insektsart som först beskrevs av Filippo Silvestri 1905.  Anelpistina wheeleri ingår i släktet Anelpistina och familjen Nicoletiidae. Inga underarter finns listade i Catalogue of Life.